# پی، تبت
پی (به لاتین: Pei) یک شهرک‌های جمهوری خلق چین در چین است که در شهرستان ماینلینگ واقع شده‌است.
 پی ۱٬۸۰۰ کیلومتر مربع مساحت و ۱٬۷۷۱ نفر جمعیت دارد.